# سیارک ۱۱۵۹۳
سیارک ۱۱۵۹۳ (به انگلیسی: 11593 Uchikawa، نامگذاری:1995HK) یازده هزار و پانصد و نود و سومین سیارک کشف شده‌است که در ۲۰ آوریل ۱۹۹۵ کشف شد.